# Rudolf Falb

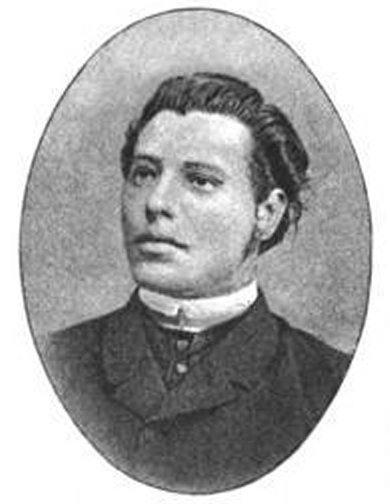
Rudolf Falb.

Rudolf Falb, född 13 april 1838 i Obdach, Steiermark, död 29 september 1903 i Schöneberg, Berlin, var en österrikisk hypotesmakare på meteorologins område.
Falb var först katolsk präst, därefter privatlärare, studerade några år de naturvetenskap och övergick 1872 till protestantismen. Han gjorde sig känd genom en teori (Grundzüge zur Theorie der Erdbeben und Vulkanausbruche, 1870), enligt vilken månens och solens samverkande attraktion på atmosfären samt på Jordens i glödande och flytande tillstånd stadda inre skulle på vissa "kritiska dagar" av första, andra och tredje ordningen (som infaller vid fullmåne och nymåne) framkallar jordbävningar, cykloner, stark nederbörd med hagel, åska o.s.v. 
Falbs teorier, som vann stor tilltro bland den stora allmänheten, förklarades av de etablerade forskarna såsom haltlösa och uppenbart oriktiga. Falb utgav från 1892 årligen Kalender der kritischen Tage.

## Böcker på svenska
- Stormar och jordbäfningar (översättning Oskar Heinrich Dumrath, Adolf Bonnier, 1887) (Von den Umwälzungen im Weltall, 1881)
- Stjernor och menniskor: blickar i verldsrymden (översättning Johannes Granlund, Beijer1887) (Sterne und Menschen, 1882) Fulltext